# Галерея времён (Дом Хосейна Ходадада)

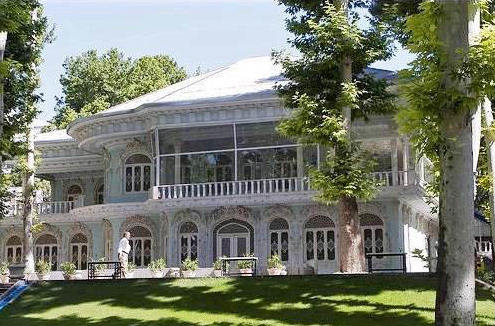

Галерея времен (Дом Хосейна Ходадада) (перс. (تماشاگه زمان (خانه حسین خداداد‎) — также известный как «Музей времени», является историческим памятником, связанным с периодом Каджаров, и находится он в Тегеране, на пересечении улиц Заферанийе и Парзин Багдади.

Этот дом был зарегистрирован как один из национальных памятников Ирана 22 января 2004 года с присвоением регистрационного номера 10868.

Галерея времен представляет собой большую коллекцию часов и иных средств измерения времени, представленных в помещениях здания общей площадью 5000 квадратных метров, возведенном на участке площадью 700 квадратных метров.  Этот музей известен как первый музей часов в Иране.

## Экспозиция
Внутри здания на двух этажах представлена широкая экспозиция механических часов, относящихся к прошлым столетиям, начиная с XVII века. Здесь можно увидеть такие часы, как первые часы с коромыслом (билянцем), маятниковые часы, настольные, настенные и т.д. На втором этаже музея представлены как обычные карманные часы, так и карманные часы, принадлежащие известным историческим и политическим фигурам. На этом же этаже нашему взору открываются различные виды специальных часов, например, женские часы, часы для смены караула, судовые часы, наручные часы со множеством вариантов браслетов, часы с двумя циферблатами. В разделе календарей для всех желающих представлены иранские периодические издания.

В экспозиции этого музея есть образцы самых первых часов, таких, как солнечные часы, песочные часы, водяные часы и топливные часы. Отдельная часть особняка посвящена документам о календаре Джалали и истории его существования в Иране.